# Burete (obiect)
Un burete este o ustensilă pentru curățare alcătuită dintr-un material poros cu proprietatea de a absorbi lichide. Bureții sunt de obicei folosiți pentru curățarea suprafețelor impermeabile. 